# Список птиц, занесённых в Красную книгу Болгарии
Список птиц, занесённых в Красную книгу Болгарии — список из 140 видов и подвидов птиц, включённых в третье издание издание Красной книги Республики Болгария (2015), что составляет на 40 видов и подвидов больше по сравнению с предыдущим изданием.
Обозначения охранного статуса МСОП:
- — виды на грани исчезновения (в критическом состоянии)
- — виды под угрозой исчезновения
- — уязвимые виды
- — виды, близкие к уязвимому положению
- — виды под наименьшей угрозой
- — виды, для оценки угрозы которым не хватает данных
- — виды не представленные в Международной Красной книге

| Иллюстрация                                    | Название                                                        | Охранный статус в Красной книге Болгарии / Численность и распространение на территории Болгарии | Охранный статус МСОП | Прим.   |
| ---------------------------------------------- | --------------------------------------------------------------- | --- | -------------------- | ------- |
| Отряд Аистообразные (Ciconiiformes)            |                                                                 | |                      |         |
| Семейство Аистовые (Ciconiidae)                |                                                                 | |                      |         |
|                                                | Белый аист (Ciconia ciconia)                                    | VU. Уязвимый Гнездовой, перелётный вид. Численность: В середине 1980-х популяция насчитывала 5422 гнездящиеся пары. В 2005 году — 4818 пар. На пролёте фиксируется до 29 тысяч птиц. Распространение: равнинные области на высотах от 50 до 500 м над уровнем моря поблизости от водоёмов на всей территории страны. На зимовках встречается в долинах рек Марица и Струма. | LC                   | [ 1 ]   |
|                                                | Чёрный аист (Ciconia nigra)                                     | VU. Уязвимый Гнездовой, перелётный вид. Численность: В 1950-х годах популяция сократилась до 50 пар, преимущественно локализованных в долине реки Арда. С начала XXI века численность вида в Болгарии резко возросла и составила 200—220 пар. Текущая популяция оценивается в 300—550 гнездящихся пар. Распространение: Родопы, среднее течение Тунджи, Дунайская холмистая равнина. С 1978 года в Пловдивской области отмечаются случаи зимовки (уникальный случай для европейской Палеарктики). | LC                   | [ 2 ]   |
| Семейство Ибисовые (Threskiornithidae)         |                                                                 | |                      |         |
|                                                | Каравайка (Plegadis falcinellus)                                | CR. Находится в критическом состоянии Гнездовой, перелётный вид. Численность: Общая гнездовая популяция состоит из 50—150 пар, распределённых между 5—9 гнездовыми колониями. Причины снижения численности неизвестны. Распространение: пресноводные озёра и болота с обширными тростниковыми массивами (заповедник «Сребырна», остров Белене). В прошлом вид встречался в бассейне рек Марица и Тунджа, а также на озёрах близ Бургаса. | LC                   | [ 3 ]   |
|                                                | Обыкновенная колпица (Platalea leucorodia)                      | CR. Находится в критическом состоянии Гнездовой, перелётный вид. Численность: Общая гнездовая популяция состоит из 80—150 пар. Распространение: острова в течение Дуная (Цибыр, Белене), водоёмы Бургасской и Плевенской областей. В прошлом вид встречался в Софийской и Варненской областях, на болотах в окрестностях Стралджи, вдоль всего течения Дуная в Болгарии. | LC                   | [ 4 ]   |
| Семейство Цаплевые (Ardeidae)                  |                                                                 | |                      |         |
|                                                | Большая белая цапля (Ardea alba)                                | CR. Находится в критическом состоянии Гнездовой, перелётный вид. Численность: По наблюдениям начала XXI века гнезовая популяция варьировала между 2 и 12 парами. На пролёте в 2001 году наблюдалось 687 птиц. Распространение: пресноводные водоёмы заповедника «Сребырна» (основная часть популяции), озёра близ Бургаса, Драгоманское болото. Во время миграций встречается на Черноморском побережье и некоторых водохранилищах («Ивайловград», «Кырджали», «Студен-Кладенец»). | LC                   | [ 5 ]   |
|                                                | Большая выпь (Botaurus stellaris)                               | EN. Вымирающий Оседлый вид. Численность: Гнездовая популяция в стране оценивается в 20—70 пар, разделённых по 38 гнездовьям (18 из которых подтверждены документально). Распространение: гнездится на пресноводных водоёмах с большими тростниковыми массивами (Атанасовское, Дуранкулак и Шабленское озёра, Драгоманское болото, национальный парк «Персина», Софийская котловина, Верхнефракийская низменность). На зимовках встречается также близ села Рупите, водохранилища «Мандра», на Бургасском озере. | LC                   | [ 6 ]   |
|                                                | Жёлтая цапля (Ardeola ralloides)                                | EN. Вымирающий Гнездовой, перелётный вид. Численность: Гнездовая популяция оценивается от 200—300 до 2000—5000 пар. По результатам наблюдений выявлена устойчивая тенденция к снижению популяции. Распространение: пресноводные водоёмы Дунайской равнины, Дунай, озёра близ Бургаса, Пловдивская область, болота к востоку от Софии. В прошлом — бассейны рек Марица, Сазлийка, Тунджа. | LC                   | [ 7 ]   |
|                                                | Малая белая цапля (Egretta garzetta)                            | VU. Уязвимый Гнездовой, перелётный вид. Численность: Общая популяция в стране оценивается в 500—1500 гнездящихся пар. Случаи зимовки фиксируются крайне редко. Распространение: пресноводные водоёмы Дунайской равнины и Софийской котловины, Добруджа, озёра близ Бургаса, Видинская область. В прошлом вид также населял долины рек Вит, Марица, Сазлийка, Тунджа. | LC                   | [ 8 ]   |
|                                                | Малая выпь (Ixobrychus minutus)                                 | EN. Вымирающий Гнездовой, перелётный вид. Численность: Гнездовая популяция в стране оценивается в 200—2000 пар. Распространение: перимущественно пресноводные водоёмы в равнинной части страны с большими заболоченными тростниковыми массивами (Дунайская холмистая равнина, Софийская котловина, Бургасская и Верхнефракийская низменности). На зимовках также отмечается на Белославском озере, в Пловдивской области, в окрестностях Благоевграда, Добрича и Тюленово до высот 600 м над уровнем моря. | LC                   | [ 9 ]   |
|                                                | Обыкновенная кваква (Nycticorax nycticorax)                     | VU. Уязвимый Гнездовой, перелётный вид. Численность: Общая популяция в стране оценивается в 1000—1500 или 1800—2500 пар. Распространение: пресноводные водоёмы Черноморского побережья, Дунай, долины рек Марица, Тунджа, Арда до высот 400—500 м над уровнем моря. В период миграций встречается и на солёных водоёмах. | LC                   | [ 10 ]  |
|                                                | Рыжая цапля (Ardea purpurea)                                    | EN. Вымирающий Гнездовой, перелётный вид. Численность: По различным оценкам численность составляет от 75 до 150—250 гнездящихся пар. Численность птицы особенно снижается в районах активного водопользования. Распространение: открытые пресноводные водоёмы с болотной растительностью и зарослями тростника или рогоза (побережье Дуная, водоёмы вдоль Черноморского побережья, Софийская котловина, долины рек Марица, Струма, Тунджа). | LC                   | [ 11 ]  |
|                                                | Серая цапля (Ardea cinerea)                                     | VU. Уязвимый Гнездовой, перелётный вид. Численность: Во второй половины XX века было установлено 24 гнездовые колонии с популяцией в 500 пар. Текущая численность на гнезовьях по различным оценкам варьирует от 200 до 2000 пар. Распространение: пресноводные водоёмы и болота Черноморского побережья, бассейн Дуная, долины предгорных рек по всей территории страны. | LC                   | [ 12 ]  |
| Отряд Буревестникообразные (Procellariiformes) |                                                                 | |                      |         |
| Семейство Буревестниковые (Procellariidae)     |                                                                 | |                      |         |
|                                                | Левантский буревестник (Puffinus yelkouan)                      | EN. Вымирающий Гнездовой, перелётный вид. Численность: С 1985 года отсутствуют свидетельства о гнездовании, но оценочно популяция насчитывает 12 пар. На пролёте в период миграций наблюдается около 10 200 птиц. Распространение: Во время зимовок обнаружен на Атанасовском озере и в районе Ахтопола. В прошлом были установлены гнездовья на островах Святой Фома и Святой Иван, в междуречье Велеки и Силистара. | VU                   | [ 13 ]  |
| Отряд Воробьинообразные (Passeriformes)        |                                                                 | |                      |         |
| Семейство Врановые (Corvidae)                  |                                                                 | |                      |         |
|                                                | Альпийская галка (Pyrrhocorax graculus)                         | VU. Уязвимый Оседлый вид. Численность: Популяция оценивается в 2800 гнездящихся пар. Распространение: скальные районы субальпийского и альпийского пояса (Пирин, Рила, центральная Стара-Планина, Осогово, горные массивы близ Василёво и Врацы). До 1960-х годов вид населял также Понор, Славянку и Родопы. | LC                   | [ 14 ]  |
| Семейство Вьюрковые (Fringillidae)             |                                                                 | |                      |         |
|                                                | Чиж (Carduelis spinus)                                          | VU. Уязвимый Оседлый вид. Численность: Популяция оценивается в 2000—4000 гнездящихся пар. Плотность гнездовий в среднем низкая, но может увеличиваться за счёт большого урожая семян. На зимовке численность увеличивается до 10—50 тысяч птиц. Распространение: еловые, сосновые (изредка стланиковые) горные леса Стара-Планины, Славянки, Витоши, Рилы, Родопов и Пирина. Предположительно в прошлом гнездился также в равнинных районах страны (Софийская, Бургасская области). Образует субпопуляции, лишённые контакта друг с другом. | LC                   | [ 15 ]  |
| Семейство Жаворонковые (Alaudidae)             |                                                                 | |                      |         |
|                                                | Малый жаворонок (Calandrella brachydactyla)                     | VU. Уязвимый Гнездовой, перелётный вид. Численность: Гнездовая популяция составляет 10—12 тысяч пар с тенденцией к снижению по причине сокращения степной зоны. Ареал разбит на несколькой субпопуляций. Распространение: открытые ландшафты со скудным травянистым покрытием (Добруджа, окрестности Сливена, Драгомана, Богёвцев, западные предгорья Родопов). | LC                   | [ 16 ]  |
|                                                | Рогатый жаворонок балканский (Eremophila alpestris balcanica)   | VU. Уязвимый Оседлый подвид. Численность: Гнездовая популяция составляет 3000—4200 пар с плотностью 0,3—1 пара на 10 га. До начала 1980-х численность не оценивалась. Распространение: каменистые и скалистые высокогорные районы (Родопы, Дыбраш, Витоша, Средна-Гора, Славянка, Рила, центральная Стара-Планина). На зимовку спускается в равнинные части страны. | LC                   | [ 17 ]  |
|                                                | Степной жаворонок (Melanocorypha calandra)                      | EN. Вымирающий Оседлый вид. Численность: Гнездовая популяция насчитывает от 12 до 14 тысяч пар. Образует узколокализованные субпопуляции. Данные о динамике численности отсутствуют. Распространение: степи северного Черноморского побережья от Балчика до Добруджи, суходолы от окрестностей Сандански до Сакара, Дунайская холмистая равнина, Софийская котловина. | LC                   | [ 18 ]  |
| Семейство Завирушковые (Prunellidae)           |                                                                 | |                      |         |
|                                                | Альпийская завирушка (Prunella collaris)                        | VU. Уязвимый Оседлый вид. Численность: Популяция оценивается в 2300—3100 гнездящихся пар, с плотностью 1 пара на 25—60 га. Распространение: скальные и каменистые массивы близ высокогорных хвойных лесов (Рила, Пирин, центральная Стара-Планина, западные Родопы, Витоша). | LC                   | [ 19 ]  |
| Семейство Камышевковые (Acrocephalidae)        |                                                                 | |                      |         |
|                                                | Зелёная пересмешка (Hippolais icterina)                         | VU. Уязвимый Гнездовой, перелётный вид. Численность: Популяция оценивается в 300—600 гнездящихся пар. В 1980-е годы численность вида составляла 50—100 пар. Распространение: широколиственные горные леса с густым подлеском, зелёные насаждения (Черноморское побережье, Дунай, Странджа, западная Стара-Планина). | LC                   | [ 20 ]  |
|                                                | Средиземноморская пересмешка (Hippolais olivetorum)             | VU. Уязвимый Гнездовой, перелётный вид. Численность: Вид впервые зафиксирован на территории Болгарии в 1875 году, и в течение последних 40 лет распространился по всему югу страны. Текущая гнездовая популяция по разным оценкам насчитывает от 100—500 до 3500 пар. Распространение: сухие каменистые склоны, долины с кустарниковой растительностью (восточные Родопы, Сакар, Странджа, Дервентская возвышенность, долина рек Места и Струма). | LC                   | [ 21 ]  |
| Семейство Короткокрылые камышовки (Cettiidae)  |                                                                 | |                      |         |
|                                                | Широкохвостая камышовка (Cettia cetti)                          | EN. Вымирающий Оседлый вид. Численность: Гнездовая популяция насчитывает от 1600 до 2000 пар. Распространение: тростниковые и рогозовые заросли пресноводных и солёных водоёмов (Верхнефракийская низменность, озёра близ Бургаса), заболоченные устья рек, прибрежные ивовые и тополевые горные леса (бассейн реки Струма), спорадически в бассейне реки Тунджа. | LC                   | [ 22 ]  |
| Семейство Мухоловковые (Muscicapidae)          |                                                                 | |                      |         |
|                                                | Каменка-плешанка (Oenanthe pleschanka)                          | EN. Вымирающий Гнездовой, перелётный вид. Численность: Гнездовая популяция насчитывает от 350 до 500 пар. Образует гибриды с испанской каменкой (Oenanthe hispanica). Распространение: скалистые местности близи сухолюбивых травяных сообществ (береговая линия от курорта «Золотые Пески» до озера Дуранкулак, мыс Калиакра). | LC                   | [ 23 ]  |
|                                                | Малая мухоловка (Ficedula parva)                                | VU. Уязвимый Гнездовой, перелётный вид. Численность: Популяция оценивается в 700—1000 гнездящихся пар, из которых 400—500 населяют центральную Стара-Планину. Распространение: старые буковые леса на высотах от 600 до 1550 м над уровнем моря (Лудогорие, центральная Стара-Планина, Странджа). | LC                   | [ 24 ]  |
|                                                | Мухоловка-белошейка (Ficedula albicollis)                       | CR. Находится в критическом состоянии Гнездовой, перелётный вид. Численность: Популяция максимально оценивается в 20—30 гнездящихся пар с тенденцией к снижению. Часто наблюдаются транзитные мигранты. Распространение: горные лиственные леса и городские парки (София, Белоградчик, бассейн реки Велека). | LC                   | [ 25 ]  |
|                                                | Обыкновенная горихвостка (Phoenicurus phoenicurus)              | VU. Уязвимый Гнездовой, перелётный вид. Численность: В прошлом ареал вида ограничивался южными странами Балканского полуострова. Ныне гнездовая популяция оценивается в 2000—6000 пар, выделенных в два подвида. Распространение: лиственные и смешанные горные леса (Странджа, Рила, Родопы, Витоша, Осогово, Преславска-Планина, Стара-Планина, Франгенское и Авренское плато), городские парки (София), изредка скальные районы Черноморского побережья. | LC                   | [ 26 ]  |
|                                                | Полуошейниковая мухоловка (Ficedula semitorquata)               | VU. Уязвимый Оседлый вид. Численность: Популяция оценивается в 1500—3500 гнездящихся пар, с плотностью в местах расселения в 100 пар на 100 км². Распространение: старые лиственные леса (Ясень узколистный, дуб, бук европейский, бук восточный) в восточной и центральной Стара-Планине, долины рек Батова, Ропотамо, Камчия, горы Странджа. | LC                   | [ 27 ]  |
|                                                | Синий каменный дрозд (Monticola solitarius)                     | VU. Уязвимый Оседлый вид. Численность: Популяция оценивается в 250—450 гнездящихся пар, с плотностью 1,1 пара на 1 км². Распространение: скальные и каменистые берега с карстовом типом растительности (водохранилище «Студен-Кладенец», течение рек Арда, Места, Струма). | LC                   | [ 28 ]  |
| Семейство Поползневые (Sittidae)               |                                                                 | |                      |         |
|                                                | Малый скалистый поползень (Sitta neumayer)                      | VU. Уязвимый Оседлый вид. Численность: Гнездовая популяция насчитывает около 600 пар. Снижение численности вызвано беспокойством со стороны человека и разрушением гнездовий в ходе строительной деятельности. Распространение: открытые скальные районы юга страны до высот 2000—2200 м (долины рек Струма и Места, Пирин, западная Рила, Огражден, Влахина, Малешево, Дыбраш, Родопы). | LC                   | [ 29 ]  |
| Семейство Ремезовые (Remizidae)                |                                                                 | |                      |         |
|                                                | Обыкновенный ремез (Remiz pendulinus)                           | VU. Уязвимый Гнездовой, перелётный вид. Численность: Гнездовая популяция составляет 400—800 пар. Распространение: реки, водоёмы со стоячей водой и зарослями вяза, ивы, ольхи, тополя (Дуранкулак, Атанасовское и Бургасское озёра, водохранилище «Мандра», долины рек Марица и Тунджа, восточные Родопы, острова в течение Дуная, Плевенская область). | LC                   | [ 30 ]  |
| Семейство Стенолазовые (Tichodromidae)         |                                                                 | |                      |         |
|                                                | Стенолаз (Tichodroma muraria)                                   | VU. Уязвимый Оседлый вид. Численность: Гнездовая популяция составляет 300—400 пар. На территории страны обнаружен в середине XX века. Распространение: отвесные скальные высокогорные массивы (Рила, Пирин, Славянка, центральная Стара-Планина, западные Родопы, ущелье реки Ерма). В зимний период совершает вертикальные миграции в окрестности городов Банско, София, Перник, долину реки Струма. | LC                   | [ 31 ]  |
| Семейство Славковые (Sylviidae)                |                                                                 | |                      |         |
|                                                | Индийская камышовка (Acrocephalus agricola)                     | EN. Вымирающий Гнездовой, перелётный вид. Численность: Гнездовая популяция насчитывает от 60 до 200 пар, из которых около половины сконцентрированы на Дуранкулаке. Распространение: камышовые заросли пресноводных водоёмов вдоль Черноморского побережья (Дуранкулак и Шабленское озёра, Шабленская Тузла). Имеются сведения о возможном обитании вида на Атанасовском озере, болотах Алепу и вдоль реки Дьявольская. | LC                   | [ 32 ]  |
|                                                | Певчая славка (Sylvia hortensis)                                | VU. Уязвимый Гнездовой, перелётный вид. Численность: Плотность гнездовой популяции варьирует от 0,31 до 1,6 пар на 10 га. В конце 1990-х обнаружена тенденция к увеличению численности. Распространение: сухие древесные формации из граба, палиуруса, дуба и хвойных на юге страны (заповедник «Тисата», подножия южного Пирина, Славянки, восточных Родопов, Сакара, долина реки Струма, западные склоны Странджи). | LC                   | [ 33 ]  |
|                                                | Речной сверчок (Locustella fluviatilis)                         | VU. Уязвимый Гнездовой, перелётный вид. Численность: Гнездовая популяция оценивается в 130—530 пар. Распространение: острова по Дунаю (Белене), большие тростниковые массивы (заповедник «Сребырна», болото близ села Гарван, Дуранкулак, Атанасовское и Бургасское озёра, Софийская котловина, долины рек Арда, Марица, Струма, Тунджа). По данным 2007 года ареал ограничен северными областями страны. | LC                   | [ 34 ]  |
|                                                | Садовая славка (Sylvia borin)                                   | EN. Вымирающий Гнездовой, перелётный вид. Численность: Гнездовая популяция насчитывает от 120 до 250 пар. Снижение численности отмечается со второй половины XX века. Распространение: разреженные лиственные леса с обильным кустарниковым подлеском, городские парки, изредка фруктовые сады по всей территории Болгарии до высоты 1300 м над уровнем моря. | LC                   | [ 35 ]  |
| Семейство Сорокопутовые (Laniidae)             |                                                                 | |                      |         |
|                                                | Маскированный сорокопут (Lanius nubicus)                        | VU. Уязвимый Гнездовой, перелётный вид. Численность: Впервые зафиксирован в Болгарии в 1963 году. Текущая гнездовая популяция насчитывает 1800—2200 пар. Распространение: дубовые леса и плантации грецкого ореха (Верхнефракийская низменность, Родопы, Сакар, Странджа, Средна-Гора), Черноморское побережье (мыс Эмине), городские парки (Хасково). | LC                   | [ 36 ]  |
|                                                | Серый сорокопут (Lanius excubitor)                              | CR. Находится в критическом состоянии Перелётный вид. Численность: Во время зимовок насчитывается от 3 до 5 тысяч птиц. В летний период популяция не превышает 10 птиц. Из-за схожести с черноголовым сорокопутом имеются ошибочные свидетельства гнездования вида на территории страны. Распространение: пастбища, открытые предгорные массивы до высоты 1400 м придунайских областей и Софийской области. | LC                   | [ 37 ]  |
| Семейство Скворцовые (Sturnidae)               |                                                                 | |                      |         |
|                                                | Розовый скворец (Sturnus roseus)                                | VU. Уязвимый Гнездовой, перелётный вид. Численность: Популяция насчитывает до 5000 птиц, образующих колонии с различным числом особей. Распространение: глинистые и каменистые берега водоёмов (Болата, окрестности городов Бургас и Карнобат). В конце мая во время миграций фиксируется во внутренних районах страны. | LC                   | [ 38 ]  |
| Семейство Усатые синицы (Panuridae)            |                                                                 | |                      |         |
|                                                | Усатая синица (Panurus biarmicus)                               | EN. Вымирающий Гнездовой, перелётный вид. Численность: Общая популяция насчитывает от 250 до 600 пар. Распространение: тростниковые заросли пресноводных водоёмов (Атанасовское, Дуранкулак, Поморийское и Шабленское озёра, водохранилище «Мандра», старое русло реки Искыр). Вне периода размножения встречается и на других водоёмах с подобным типом растительности. | LC                   | [ 39 ]  |
| Отряд Голубеобразные (Columbiformes)           |                                                                 | |                      |         |
| Семейство Голубиные (Columbidae)               |                                                                 | |                      |         |
|                                                | Клинтух (Columba oenas)                                         | EN. Вымирающий Оседлый вид. Численность: Популяция оценивается в 250—400 гнездящихся пар. Распространение: буковые, дубовые и хвойные предгорные леса до высот 2000 м над уровнем моря (Средна-Гора, центральная и западная Стара-Планина, Лудогорие, гористые участки вдоль западной границы страны). | LC                   | [ 40 ]  |
|                                                | Сизый голубь (Columba livia)                                    | EN. Вымирающий Оседлый вид. Численность: Снижение популяции отмечается с 1980-х годов из-за скрещивания с домашними голубями. Текущая численность оценивается 400—1000 гнездящихся пар. Распространение: скалистые районы с отвесными откосами по Черноморскому побережью. С конца XX века крайне редок в Риле, Пирине, центральных и западных частях Стара-Планины (высоты от 1000 до 1700 м над уровнем моря). | LC                   | [ 41 ]  |
| Отряд Гусеобразные (Anseriformes)              |                                                                 | |                      |         |
| Семейство Утиные (Anatidae)                    |                                                                 | |                      |         |
|                                                | Белоглазый нырок (Aythya nyroca)                                | VU. Уязвимый Гнездовой, перелётный вид. Численность: Гнездовая популяция оценивается в 150—230 пар. В июле—августе численность возрастает до 3 тысяч особей за счёт перелётных птиц. На зимовке отмечалось не более 70 птиц. Распространение: бассейн реки Дунай. До конца XX века также встречался на озёрах близ Бургаса. | LC                   | [ 42 ]  |
|                                                | Красноголовый нырок (Aythya ferina)                             | VU. Уязвимый Гнездовой, перелётный вид. Численность: Гнездовая популяция оценивается в 100—250 пар. В период зимовки численность возрастает до 3—30 тысяч птиц. Распространение: Бургасское и окрестные озёра. В конце XX века отмечался в бассейне реки Дунай. | LC                   | [ 43 ]  |
|                                                | Краснозобая казарка (Branta ruficollis)                         | VU. Уязвимый Перелётный вид. Численность: До 1960-х годов на зимовке насчитывалось не более 30 птиц. С 1969 по 1985 год отмечался многократный рост зимующей популяции (до 16,5 тысяч птиц). В последнее десятилетие численность варьируется между 14 266 и 67 795 индивидами (71 % мировой популяции). Распространение: Дуранкулак, Шабленское и Бургасское озёра, озеро Сребырна, Добруджа. | VU                   | [ 44 ]  |
|                                                | Красноносый нырок (Netta rufina)                                | EX. Исчезнувший Гнездовой, перелётный вид. Численность: С начала 1990-х годов не фиксировался на территории страны. Распространение: Основные места зимовки и гнездования располагались вдоль Черноморского побережья (Дуранкулак, Шабленское озёра, водоёмы близ Бургаса). Небольшие популяции также наблюдались в придунайских болотах близ Белене и Сребырны. В 1941 году при перелётах отмечался в Бургасском заливе, в 1984 году — на Варненском озере. | LC                   | [ 45 ]  |
|                                                | Лебедь-кликун (Cygnus cygnus)                                   | EN. Вымирающий Перелётный вид. Численность: Общая популяция на зимовке оценивается в 500 птиц. Средняя популяция на южном Черноморском побережье Болгарии составляет 68 птиц, на северном — 138 индивидов. Распространение: прибрежные солёные озёра Черноморского побережья, пастбища Ямболской и Хасковской областей. | LC                   | [ 46 ]  |
|                                                | Лебедь-шипун (Cygnus olor)                                      | VU. Уязвимый Гнездовой, перелётный вид. Численность: Текущая гнездовая популяция оценивается в 12—36 пар. Средняя численность на зимовке — 1377 индивидов. Распространение: Дунай, Черноморское побережье севера страны. | LC                   | [ 47 ]  |
|                                                | Малый лебедь (Cygnus columbianus bewickii)                      | CR. Находится в критическом состоянии Перелётный подвид. Численность: Наибольшая популяция на зимовке составила 84 птицы в 1997 году. Во влажной зоне юга Болгарии однократно установлена группа от 2 до 8 птиц. Распространение: водохранилище «Мандра», устье реки Факийская. В прошлом встречался на Дуранкулаке и Атанасовском озёрах. | LC                   | [ 48 ]  |
|                                                | Огарь (Tadorna ferruginea)                                      | CR. Находится в критическом состоянии Гнездовой, перелётный вид. Численность: Текущая гнездовая популяция оценивается в 15—20 пар. Распространение: мелкие водоёмы Добруджи и по Черноморскому побережью. Наиболее многочисленное гнездовье расположено близ города Главиница (Силистренская область). | LC                   | [ 49 ]  |
|                                                | Пеганка (Tadorna tadorna)                                       | VU. Уязвимый Гнездовой, перелётный вид. Численность: Гнездовая популяция оценивается от 30—50 пар. В период миграций максимально фиксировалось до 4224 птиц (2005 год), средняя численность во время перелётов — 2081 птица. Распространение: прибрежные водоёмы Черноморского побережья юга страны, Атанасовское и Поморийское озёра. | LC                   | [ 50 ]  |
|                                                | Пискулька (Anser erythropus)                                    | CR. Находится в критическом состоянии Перелётный вид. Численность: Общая численность на зимовке варьирует от 30—40 до 100 индивидуумов, из которых около 15 птиц наблюдается на Дуранкулаке. Распространение: прибрежные водоёмы с различной солёностью воды (Добруджа, Черноморское побережье, побережье Дуная), водохранилище «Пясычник», Бургасское и близлежащие озёра. | VU                   | [ 51 ]  |
|                                                | Савка (Oxyura leucocephala)                                     | EN. Вымирающий Перелётный вид. Численность: С 1991 года отмечается увеличение численности на озёрах близ Бургаса (до 2260 птиц в 2001 году; 12 % мировой популяции). Распространение: в основном, Черноморское побережье, Бургасское и близлежащие озёра, единично — на Атанасовском, Варненском и Поморийском озёрах, Шабленской Тузле. | EN                   | [ 52 ]  |
|                                                | Серый гусь (Anser anser)                                        | EN. Вымирающий Гнездовой, перелётный вид. Численность: Гнездовая популяция по оценкам 2002 года — 20—30 пар. С 1997 года отмечается снижение численности во время зимовок. Распространение: зёра и болота с большими зарослями тростника вдоль течения Дуная. В середине XX века встречался также на озёрах близ Бургаса. | LC                   | [ 53 ]  |
|                                                | Серая утка (Anas strepera)                                      | CR. Находится в критическом состоянии Гнездовой, перелётный вид. Численность: В 1980-х годах насчитывалось 30—50 пар. В настоящее время на зимовке отмечается от 10 до 100 птиц. Гнездовая популяция по наблюдениям 2002 года — 50—80 пар. Распространение: речные зоны национальный парков «Калимок-Брышлен», «Персина», заповедника «Сребырна» и водоёмы близ Бургаса. | LC                   | [ 54 ]  |
|                                                | Чирок-трескунок (Anas querquedula)                              | VU. Уязвимый Гнездовой, перелётный вид. Численность: Гнездовая популяция оценивается от 20—40 до 200—300 пар. Снижение численности отмечается со второй половины XX века. Распространение: бассейн реки Дунай, Черноморское побережье, Софийская котловина, Верхнефракийская низменность. С низкой численностью отмечается и на западе страны. | LC                   | [ 55 ]  |
| Отряд Дятлообразные (Piciformes)               |                                                                 | |                      |         |
| Семейство Дятловые (Picidae)                   |                                                                 | |                      |         |
|                                                | Белоспинный дятел тёмный (Dendrocopos leucotos lilfordi)        | EN. Вымирающий Оседлый подвид. Численность: Снижение популяции отмечается с 1980 года. Текущая численность оценивается 700—1100 гнездящихся пар. Средняя плотность в районах обитания — 400—650 пар птиц на 1 га. Распространение: до середины XX века повсеместно встречался в горных массивах. Ныне гнездится в буковых, дубовых и смешанных лесах Рилы, Западных Родопов, Пирина, центральной и западной Стара-Планины, Средна-Горы, Странджи. | LC                   | [ 56 ]  |
|                                                | Желна (Dryocopus martius)                                       | VU. Уязвимый Оседлый вид. Численность: С 1980 года отмечается снижение численности, в особенности в равнинных областях. Насчитывается 1500—2000 пар, из которых 470—530 населяют Западные Родопы, 300—400 — центральную и западную Стара-Планину. Распространение: хвойные, буковые и смешанные горные леса до высоты 2100 м (Западные Родопы, Стара-Планина, Рила, Странджа). | LC                   | [ 57 ]  |
|                                                | Седой дятел (Picus canus)                                       | EN. Вымирающий Оседлый вид. Численность: До 1950-х годов численность вида была стабильно высокой. Численность на 2015 год оценивается в 1000—1800 пар, при средней плотности расселения 500—1000 пар на 1 га. Распространение: буковые и дубовые леса Лудогория, центральной Стара-Планины, Рилы до высоты 1000—1200 м над уровнем моря. Отдельные находки птиц происходят вблизи рек и в городских парках восточной Болгарии. В гнездовой период встречается только в предгорных районах. | LC                   | [ 58 ]  |
|                                                | Трёхпалый дятел (Picoides tridactylus)                          | EN. Вымирающий Оседлый вид. Численность: В начале XX был широко распространён на западе страны. Текущая численность составляет 90—130 гнездящихся пар Распространение: старые хвойные леса с большим количеством мёртвых деревьев на высоте 1400—1800 м над уровнем моря (заповедники «Мантарица» и «Сосковчето», Западные Родопы, Витоша, Рила, Пирин). | LC                   | [ 59 ]  |
| Отряд Журавлеобразные (Gruiformes)             |                                                                 | |                      |         |
| Семейство Дрофиные (Otididae)                  |                                                                 | |                      |         |
|                                                | Дрофа (Otis tarda)                                              | CR. Находится в критическом состоянии Перелётный вид. Численность: С 1990 года отмечается единичными экземплярами исключительно на зимовке. Распространение: пастбища, открытые степные ландшафты, целинные земли (Добричская область: между сёлами Златия и Безводица, Варненская область). В XIX веке был широко распространён по всей равнинной части страны. | VU                   | [ 60 ]  |
|                                                | Стрепет (Tetrax tetrax)                                         | EX. Исчезнувший Перелётный вид. Численность: Гнездился в стране до 1950-х годов. В конце XIX века наносил вред посевам сельскохозяйственных культур. предположительно в стране на зимовке может находиться до десяти птиц, но последний случай наблюдения вида в Болгарии относится к 1977 году. Распространение: степи и высокотравье в равнинных областях страны (Монтанская, Плевенская, Варненская, Добричская, Хасковская, Пазарджикская, Старозагорская, Бургасская), Казанлыкская и Софийская котловины. | NT                   | [ 61 ]  |
| Семейство Журавлиные (Gruidae)                 |                                                                 | |                      |         |
|                                                | Журавль-красавка (Anthropoides virgo)                           | EX. Исчезнувший Перелётный вид. Численность: Последний случай гнездования отмечен в 1951 году в окрестностях города Генерал-Тошево. В 1980-х регулярно наблюдался на пролёте в Бургасе и Поморие. В качестве пролётного мигранта ежегодно фиксируется от 8 до 12 птиц. Распространение: Последний случай наблюдения на зимовке отмечен на Дуранкулаке в 2001 году. По причине восстановления популяции Восточно-Европейской равнины предположительно могут иметься единичные случаи гнездования в Добрудже. | LC                   | [ 62 ]  |
|                                                | Серый журавль (Grus grus)                                       | EX. Исчезнувший Перелётный вид. Численность: Последний случай гнездования отмечен в 1950 году на Шабленском озере. В 1956 году численность оценивалась в 35—200 птиц. Последние зарегистрированные 20 транзитных мигрантов относятся к 1993 году. Распространение: равнинные пространства поблизости от заболоченных водоёмов (Плевенская, Добричская, Софийская, Варненская, Пловдивская и Бургасская области, предгорья Родопов). На зимовках также отмечался в Пазарджикской и Хасковской областях. | LC                   | [ 63 ]  |
| Семейство Пастушковые (Rallidae)               |                                                                 | |                      |         |
|                                                | Коростель (Crex crex)                                           | VU. Уязвимый Гнездовой, перелётный вид. Численность: Общая популяция в стране насчитывает от 4 до 6 тысяч птиц. Распространение: влажные и мезофитные травянистые сообщества с доминированием лисохвоста, мятлика и подмаренника западной Болгарии (Софийская область, западная Стара-Планина, заповедник «Центральные Балканы», пограничная линия от города Трын до Брезника) на высотах от 500 до 1800 м. Имеются несколько случаев обнаружения вида в восточных Родопах и в Добрудже. | LC                   | [ 64 ]  |
|                                                | Малый погоныш (Porzana parva)                                   | EN. Вымирающий Гнездовой, перелётный вид. Численность: Общая популяция вида в стране состоит из 800—1000 гнездящихся пар. Распространение: крупные водоёмы с тростниковыми зарослями (Ботевградская котловина, болота близ Софии, Аркутино, Дуранкулак, Шабленское озеро). Редко наблюдается вблизи оросительных каналов в Софийской области. Во время миграций отмечается на всей территории Болгарии. | LC                   | [ 65 ]  |
|                                                | Погоныш (Porzana porzana)                                       | EN. Вымирающий Гнездовой, перелётный вид. Численность: Численность колеблется в пределах 200—400 гнездящихся пар с флуктуациями за счёт перелёта птиц из северных стран. Распространение: заболоченные водоёмы и торфяные болота с доминированием осоки (Драгоманское болото, окрестности Стралджи, Малко-Тырново, Казанлыкская и Софийская котловины, Сребырна, Дуранкулак). | LC                   | [ 66 ]  |
|                                                | Погоныш-крошка (Porzana pusilla)                                | CR. Находится в критическом состоянии Гнездовой, перелётный вид. Численность: Общая популяция вида в стране колеблется от 20 до 80 гнездящихся пар с предположительно негативной тенденцией. Распространение: заболоченные водоёмы и торфяные болота с доминированием осоки (водохранилище «Мандра», рыбные хозяйства Пловдивской области, окрестности Малко-Тырново). Избегает водоёмов с эвтрофикацией. | LC                   | [ 67 ]  |
| Отряд Кукушкообразные (Cuculiformes)           |                                                                 | |                      |         |
| Семейство Кукушковые (Cuculidae)               |                                                                 | |                      |         |
|                                                | Хохлатая кукушка (Clamator glandarius)                          | CR. Находится в критическом состоянии Гнездовой, перелётный вид. Численность: Популяция зависит от численности врановых птиц (основных жертв гнездового паразитизма). До 1985 года отмечались единичные находки. Текущая численность составляет 10—30 пар в период гнездования. Распространение: равнинные и холмистые районы близ рек Струма и Марица; Сакар, Калиакра, окрестности городов Айтос, Карнобат, Плевен, София, Стара-Загора. | LC                   | [ 68 ]  |
| Отряд Курообразные (Galliformes)               |                                                                 | |                      |         |
| Семейство Фазановые (Phasianidae)              |                                                                 | |                      |         |
|                                                | Азиатский кеклик (Alectoris chukar)                             | EN. Вымирающий Оседлый вид. Численность: В 1980-е годы популяция достигала 75 тысяч птиц. Текущая оценочная численность не превышает 2000—3000 гнездящихся пар. Распространение: открытые скалистые и холмистые ландшафты на высотах от 150 до 900 м (вдоль линии между городами Златоград—Асеновград до Нова-Загоры на севере). До конца XX века был многочисленен в Кырджалийской и Хасковской областях и Сакаре. | LC                   | [ 69 ]  |
|                                                | Глухарь (Tetrao urogallus)                                      | EN. Вымирающий Оседлый вид. Численность: В 1984 году популяция насчитывала 2037 птиц. В настоящее время оценки разнятся между 500—800 особей до 2000 гнездящихся пар. Распространение: горные хвойные и смешанные леса Рилы, Родопов, Пирина, Витоши, западная Стара-Планина. | LC                   | [ 70 ]  |
|                                                | Европейский кеклик (Alectoris graeca)                           | EN. Вымирающий Оседлый вид. Численность: По разным оценкам популяция варьирует от 600 до 3000 гнездящихся пар. Имеются случаи гибридизации с азиатским кекликом (единственное место в мире с пересечением популяций этих видов). Распространение: карстовые и скалистые ландшафты на высотах от 900 до 2500 м над уровнем моря (Благоевградская, Кюстендилская, Пазарджикская, Перникская, Смолянская области). | LC                   | [ 71 ]  |
|                                                | Обыкновенный фазан закавказский (Phasianus colchicus colchicus) | EX. Исчезнувший Оседлый подвид. Численность: С середины 1990-х годов исчез с территории Болгарии. В 1960 году для сохранения вида был создан специализированный заповедник «Долна-Топчия» (Ямболская область). Распространение: В XIX веке населял долину рек Марица и Тунджа, Сакар, Сливенскую котловину. Последний раз фиксировался в 1980-х годах в области между заповедником «Долна-Топчия» и городом Елхово. | LC                   | [ 72 ]  |
|                                                | Тетерев-косач (Lyrurus tetrix)                                  | EX. Исчезнувший Оседлый вид. Численность: С середины XX века на территории Болгарии особи не фиксировались. В 1896 году в Витоше и в 1901 году в Риле предпринимались попытки реакклиматизации тетерева, но из-за отсутствия долгосрочной полномерной программы успехом они не увенчались. Распространение: В XIX веке населял предгорья Рилы, степные пустоши близ городов Русе и Ветово, села Самуил и в южной Добрудже, долины рек Черни-Искыр и Крива-Река. Считается, что последние экземпляры обитали на территории страны в 1950-е годы в труднодоступных хвойных лесах Рилы и в лесостепной зоне Северо-Восточной Болгарии и Добруджи.                                         | LC                   | [ 73 ]  |
| Отряд Пеликанообразные (Pelecaniformes)        |                                                                 | |                      |         |
| Семейство Баклановые (Phalacrocoracidae)       |                                                                 | |                      |         |
|                                                | Малый баклан (Phalacrocorax pygmeus)                            | EN. Вымирающий Гнездовой, перелётный вид. Численность: Гнездовая популяция оценивается в среднем в 147 пар на озере Сребырна и 73 пары на дунайских островах. На зимовке численность возрастает до 7—13 тысяч птиц. Распространение: гнездится на островах в течение Дуная (Цибыр, Калновац, Мишка), образуя небольшие колонии. Отмечается в бассейне Марицы, на озере Сребырна. Зимует на озёрах близ Бургаса. | LC                   | [ 74 ]  |
|                                                | Хохлатый баклан (Phalacrocorax aristotelis)                     | VU. Уязвимый Оседлый вид. Численность: Гнездовая популяция оценивается в 130—170 пар. В зимний период на территории Болгарии остаются от 28 до 74 птиц. Распространение: отвесные скалы Черноморского побережья от Шаблы до мыса Калиакра. 75 % популяции страны населяют южную Добруджу. | LC                   | [ 75 ]  |
| Семейство Пеликановые (Pelecanidae)            |                                                                 | |                      |         |
|                                                | Кудрявый пеликан (Pelecanus crispus)                            | CR. Находится в критическом состоянии Гнездовой, перелётный вид. Численность: Средняя гнездовая популяция составляет 67 пар. На зимовке численность варьирует между 323 и 420 птицами. Распространение: с середины XX века гнездится на озере Сребырна. В период миграции и зимовки встречается в Бургасском заливе, на Бургасском озере и водохранилище «Мандра». В прошлом был распространён по всему Черноморскому побережью и Стралджанскому болоту. | VU                   | [ 76 ]  |
|                                                | Розовый пеликан (Pelecanus onocrotalus)                         | EX. Исчезнувший Перелётный вид. Численность: После 2000 года на территории Болгарии не фиксировался. В 1990 году в Бургасском заливе в период миграций насчитывалось до 20 тысяч птиц. Распространение: гнездился небольшими колониями на водохранилище «Мандра» и Стралджанском болоте. Во время миграций обитал на водоёмах близ Бургаса. | LC                   | [ 77 ]  |
| Отряд Поганкообразные (Podicipediformes)       |                                                                 | |                      |         |
| Семейство Поганковые (Podicipedidae)           |                                                                 | |                      |         |
|                                                | Большая поганка (Podiceps cristatus)                            | VU. Уязвимый Гнездовой, перелётный вид. Численность: Насчитывается 800—1000 особей, из которых 400—600 — гнездящиеся пары. В 1980 году была зарегистрирована рекордная численность — 12031 птица. Распространение: Побережье Чёрного моря, Дуная, Дунайская холмистая равнина, Софийская котловина, долины Марицы и Тунджи. В конце XIX века был распространён по всей стране; численность существенно сократилась в начале XX века — вид обитал только на побережьях Чёрного моря и Дуная. После введения мер охраны природы вид восстановил численность, и в Болгарии в 2015 году насчитаывалось 30 мест гнездования птиц.                                                           | LC                   | [ 78 ]  |
|                                                | Малая поганка (Tachybaptus ruficollis)                          | VU. Уязвимый Гнездовой, перелётный вид. Численность: Насчитывается 3000—3500 особей, из которых 800—1900 — гнездящиеся пары. Число зимующих птиц снизилось с 881-й в 2000 году, до 635 в 2015-м. В 1980-х годах гнездовая популяция оценивалась в 1500 пар. Распространение: Водоёмы Южной Болгарии: комплекс «Марица-Изток», притоки рек Марица и Тунджа. Северо-Западная Болгария: побережья Дуная и Чёрного моря, Струма, близ Софии. | LC                   | [ 79 ]  |
|                                                | Серощёкая поганка (Podiceps grisegena)                          | EN. Вымирающий Гнездовой, перелётный вид. Численность: Гнездовая популяция насчитывает 10—30 пар. Число зимующих птиц с 2010 по 2015 годы увеличивалось. Распространение: Озёра и пруды бассейна Дуная. Нерегулярно фиксируется в селе Соколица и близ города Пазарджик. В прошлом: остров Белене, озеро Сребырна, Алдомировское болото и болото близ села Гарван, Бургасское озеро и Дуранкулак. | LC                   | [ 80 ]  |
|                                                | Черношейная поганка (Podiceps nigricollis)                      | CR. Находится в критическом состоянии Гнездовой, перелётный вид. Численность: Гнездовая популяция насчитывает не более 40 пар. В период 1977—1996 средняя численность птиц на зимовке составляла 1573 (517—3049) особи. Распространение: Заповедник «Сребырна» и памятник природы «Калимок-Брышлен». Иногда зимует на Черноморском побережье. В прошлом: бассейн Дуная, озёра близ Бургаса. | LC                   | [ 81 ]  |
| Отряд Ракшеобразные (Coraciiformes)            |                                                                 | |                      |         |
| Семейство Сизоворонковые (Coraciidae)          |                                                                 | |                      |         |
|                                                | Сизоворонка (Coracias garrulus)                                 | VU. Уязвимый Гнездовой, перелётный вид. Численность: Популяция варьирует от 2500 до 5500 гнездящихся пар. Распространение: суходолы, овраги, холмистые местности с единичными деревьями (побережье Дуная и Струма, Добруджа, Лудогорие, Бургасская, Ямболская и Хасковская области). | LC                   | [ 82 ]  |
| Отряд Ржанкообразные (Charadriiformes)         |                                                                 | |                      |         |
| Семейство Авдотковые (Burhinidae)              |                                                                 | |                      |         |
|                                                | Авдотка (Burhinus oedicnemus)                                   | VU. Уязвимый Гнездовой, перелётный вид. Численность: В середине XX века вид был сравнительно редок, и общая численность не превышала 60 пар. Текущая гнездовая популяция оценивается в 160—360 пар. Распространение: степные и равнинные районы поблизости от пресноводных водоёмов (Бургасская, Варненская, Плевенская, Хасковская области), открытые предгорья без густого кустарникового покрова (восточные Родопы, долина реки Струма). | LC                   | [ 83 ]  |
| Семейство Бекасовые (Scolopacidae)             |                                                                 | |                      |         |
|                                                | Бекас (Gallinago gallinago)                                     | CR. Находится в критическом состоянии Гнездовой, перелётный вид. Численность: В 2004 году отмечен единичный случай токования. Последний зафиксированный случай гнездования относится к 1998 году. Средняя численность на зимовке составляет 80 птиц. Распространение: С 1997 года фиксировался на Драгоманском болоте и близ села Долни-Цибыр. В XIX веке населял Батакскую котловину, Шабленское озеро, водохранилище «Мандра», Пазарджикскую область. | LC                   | [ 84 ]  |
|                                                | Вальдшнеп (Scolopax rusticola)                                  | EN. Вымирающий Гнездовой, перелётный вид. Численность: Предполагаемая гнездовая популяция насчитывает 200—400 пар. В последнее двадцатилетие документально подтверждено 17 гнездовий, из существовавших ранее 48. Распространение: буковые, дубовые, хвойные и смешанные горные леса на высоте от 400 до 1800 м (Рила, Пирин, западные Родопы, Стара-Планина, Странджа). | LC                   | [ 85 ]  |
|                                                | Тонкоклювый кроншнеп (Numenius tenuirostris)                    | CR. Находится в критическом состоянии Перелётный вид. Численность: В начале XX вида на Черноморском побережье отмечали до 80, а в Софийской области — до 40 индивидов. Предположительно текущая численность на зимовке составляет 2—3 птицы. С 1999 года документированные свидетельства пребывания вида в Болгарии отсутствуют. Распространение: Атанасовское и Поморийское озёра, каменистое побережье вдоль Бургасского залива. | CR                   | [ 86 ]  |
|                                                | Травник (Tringa totanus)                                        | CR. Находится в критическом состоянии Гнездовой, перелётный вид. Численность: В 1990-е годы популяция составляла 15—35 гнездящихся пар. После 2005 года зафиксирован единичный случай гнездования. В период миграции численность составляет не более 68 птиц (2001 год). Распространение: Атанасовское и Бургасское озёра (гнездование), Черноморское побережье (перелёт). | LC                   | [ 87 ]  |
|                                                | Черныш (Tringa ochropus)                                        | EN. Вымирающий Гнездовой, перелётный вид. Численность: Гнездовая популяция насчитывает 50—70 пар. В период миграций и зимовки численность существенно возрастает. Распространение: песчаное побережье рек Дунай, Искыр, Вит, Бели-Лом, Осым, Черноморское побережье. | LC                   | [ 88 ]  |
| Семейство Крачковые (Sternidae)                |                                                                 | |                      |         |
|                                                | Белощёкая болотная крачка (Chlidonias hybrida)                  | VU. Уязвимый Гнездовой, перелётный вид. Численность: В охраняемом месте «Калимок-Брышлен» гнездятся от 5 до 500 пар, в рыбном питомнике «Мечка» — от 5 до 210, в заповеднике «Сребырна» — до 250, в Хаджидимитрово, на острове Белене — до 40—50 пар, близ села Малык-Преславец — от 40 до 120 пар. Распространение: заболоченные водоёмы бассейна Дуная (гнездование), Черноморское побережье (перелёт). | LC                   | [ 89 ]  |
|                                                | Малая крачка (Sterna albifrons)                                 | EN. Вымирающий Гнездовой, перелётный вид. Численность: Насчитывается 100—160 гнездящихся пар. Распространение: Атанасовское и Поморийское озёра, водохранилище «Мандра», окислительное озеро компании «Лукойл» в Бургасе. До середины XX века был многочисленен на реке Дунай, Дуранкулаке и Шабленском озёрах (в 2015 году там отмечаются единичные случаи гнездования). | LC                   | [ 90 ]  |
|                                                | Пестроносая крачка (Thalasseus sandvicensis)                    | EN. Вымирающий Гнездовой, перелётный вид. Численность: Максимальная численность вида в последние годы зарегистрирована в 2004 году (1310 пар на Поморийском озере). В настоящее время популяция оценивается около 680 гнездящихся пар. Распространение: Атанасовское и Поморийское озёра. В конце XIX века гнездился по всему Черноморскому побережью страны. | LC                   | [ 91 ]  |
|                                                | Речная крачка (Sterna hirundo)                                  | EN. Вымирающий Гнездовой, перелётный вид. Численность: Насчитывается 500—540 гнездящихся пар, по другим оценкам — 700—1500 пар. Распространение: Атанасовское и Поморийское озёра, водохранилище «Мандра», окислительное озеро компании «Лукойл» в Бургасе. В начале XX века также был многочисленен на реках Дунай и Марица, а также вблизи городов Поморие и Созополь. | LC                   | [ 92 ]  |
|                                                | Чайконосая крачка (Gelochelidon nilotica)                       | CR. Находится в критическом состоянии Гнездовой, перелётный вид. Численность: В 1970-е фиксировалось популяция в 15—65 гнездовых пар. С 1997 года случаи гнездования отмечаются нерегулярно, а сам вид рассматривается как мигрант. Распространение: Атанасовское озеро (гнездование, впервые зафиксирован там и на территории Болгарии в 1950-х годах). В 1972 году однократно зарегистрировано гнездование на Поморийском озере. В период миграций: Дуранкулак и Бургасское озёра, побережье рек Батова и Дунай. | LC                   | [ 93 ]  |
|                                                | Чёрная болотная крачка (Chlidonias niger)                       | CR. Находится в критическом состоянии Гнездовой, перелётный вид. Численность: Гнездовая популяция варьируется от 30 до 50 пар. В период 1996—2000 гг. максимально достигала 5 пар. Распространение: болота близ села Малык-Преславец, заповедник «Сребырна». В прошлом населял придунайские болота и Черноморское побережье. | LC                   | [ 94 ]  |
| Семейство Кулики-сороки (Haematopodidae)       |                                                                 | |                      |         |
|                                                | Кулик-сорока (Haematopus ostralegus)                            | CR. Находится в критическом состоянии Гнездовой, перелётный вид. Численность: Гнездовая популяция оценивается в 30—50 пар. Отмечаются редкие случаи зимовки. Наибольшая численность зафиксирована в долине реки Марица. Распространение: песчаные и каменистые острова по Черноморскому побережью, Марице и Дунаю, Атанасовскому озеру и водохранилищу «Мандра». | LC                   | [ 95 ]  |
| Семейство Ржанковые (Charadriidae)             |                                                                 | |                      |         |
|                                                | Малый зуёк (Charadrius dubius)                                  | VU. Уязвимый Гнездовой, перелётный вид. Численность: Гнездовая популяция оценивается в 1500—2000 гнездящихся пар. Образует небольшие колонии с численностью 100—130 пар. Распространение: пляжи Черноморского побережья с доступом к пресной воде, бассейны рек Марица, Двойница, Стряма, Крумовица, Осым, Искыр, Вит. | LC                   | [ 96 ]  |
|                                                | Морской зуёк (Charadrius alexandrinus)                          | CR. Находится в критическом состоянии Гнездовой, перелётный вид. Численность: Случаи зимовки единичны. Гнездовая популяция оценивается в 60—80 гнездящихся пар. Распространение: Атанасовское, Поморийское и Шабленское озёра, песчаные пляжи близ сёл Дуранкулак, Крапец (Добричская область). Во время миграции встречается по всему Черноморскому побережью. | LC                   | [ 97 ]  |
| Семейство Тиркушковые (Glareolidae)            |                                                                 | |                      |         |
|                                                | Луговая тиркушка (Glareola pratincola)                          | EN. Вымирающий Гнездовой, перелётный вид. Численность: Гнездовая популяция оценивается в 100—150 пар. Подсчёт популяции осложнён ежегодной сменой места гнездования колониями птиц. Распространение: Атанасовское, Поморийское, Шабленское озёра, водохранилище «Мандра», национальный парк «Рила», окрестности города Чирпан, сёл Плодовитово, Белозем, Брезово, Чоба. | LC                   | [ 98 ]  |
|                                                | Степная тиркушка (Glareola nordmanni)                           | CR. Находится в критическом состоянии Гнездовой, перелётный вид. Численность: Всегда был редок. Максимальная численность была зафиксирована в 1987 году на Атанасовском озере — 50 индивидов. Текущая популяция оценивается от 1 до 10 гнездящихся пар. Распространение: Атанасовское и Поморийское озёра, Шабленская Тузла. | NT                   | [ 99 ]  |
| Семейство Чайковые (Laridae)                   |                                                                 | |                      |         |
|                                                | Озёрная чайка (Larus ridibundus)                                | EN. Вымирающий Гнездовой, перелётный вид. Численность: Гнездовая популяция снижается с 500—700 пар в 1997 году до 180—250 в 2015. Во время миграций отдельные птицы отмечаются среди групп других видов чаек. Распространение: водоёмы национального парка «Персина», озеро Сребырна. В прошлом встречался на болоте близ Свиштова и Атанасовском озере. | LC                   | [ 100 ] |
|                                                | Черноголовая чайка (Ichthyaetus melanocephalus)                 | VU. Уязвимый Гнездовой, перелётный вид. Численность: С 1997 года данные о гнездовании вида на территории Болгарии отсутствуют (отмечены две неудачные попытки на Поморийском озере). Последняя зарегистрированная гнездовая численность составляла 62 пары (начало 1990-х). Распространение: Атанасовское озеро. Во время миграции и зимовки отмечается на мысе Калиакра и по Черноморскому побережью. | LC                   | [ 101 ] |
| Семейство Шилоклювковые (Recurvirostridae)     |                                                                 | |                      |         |
|                                                | Ходулочник (Himantopus himantopus)                              | EN. Вымирающий Гнездовой, перелётный вид. Численность: Гнездовая популяция насчитывает 200—250 пар. За последнее десятилетие численность уменьшилась на 50 %. Распространение: Атанасовское, Варненское, Дуранкулак и Поморийское озёра, водохранилище «Мандра», побережье Дуная. В прошлом встречался в Видинской и Софийской областях. | LC                   | [ 102 ] |
|                                                | Шилоклювка (Recurvirostra avosetta)                             | EN. Вымирающий Гнездовой, перелётный вид. Численность: Гнездовая популяция насчитывает 250—800 пар. В зимний период численность возрастает до 1,5 тысяч птиц. Распространение: Атанасовское озеро (в основном). Изредка гнездится на Шабленской Тузле, Дуранкулаке, Варненском озёрах и побережье Дуная. | LC                   | [ 103 ] |
| Отряд Совообразные (Strigiformes)              |                                                                 | |                      |         |
| Семейство Сипуховые (Tytonidae)                |                                                                 | |                      |         |
|                                                | Обыкновенная сипуха (Tyto alba)                                 | VU. Уязвимый Оседлый вид. Численность: До середины XX века вид был редок на территории страны. Текущая популяция оценивается от 100—500 до 1300—1700 пар. Распространение: открытые ландшафты, опустевшие антропогенные постройки (Ямболская, Бургасская, Пловдивская, Софийская области, Добруджа). | LC                   | [ 104 ] |
| Семейство Совиные (Strigidae)                  |                                                                 | |                      |         |
|                                                | Воробьиный сыч (Glaucidium passerinum)                          | EN. Вымирающий Оседлый вид. Численность: Гнездовая популяция оценивается в 100 пар. Для восстановления численности в национальном парке «Центральные Балканы» в 1949 году создан резерват «Царичина». Распространение: старые хвойные, буковые и буково-хвойные леса (национальные парки «Центральные Балканы», «Рильский монастырь», «Рила», западные Родопы, Славянка). | LC                   | [ 105 ] |
|                                                | Длиннохвостая неясыть (Strix uralensis)                         | EN. Вымирающий Оседлый вид. Численность: До 1978 года вид отмечался исключительно как транзитные мигранты во время зимовок. Текущая гнездовая популяция оценивается в 30—50 пар с тенденцией к увеличению. Распространение: старые буковые и буково-хвойные леса (национальные парки «Центральные Балканы», «Врачанские Балканы», Средна-Гора). | LC                   | [ 106 ] |
|                                                | Мохноногий сыч (Aegolius funereus)                              | VU. Уязвимый Оседлый вид. Численность: По данным 2010 года, популяция распределена следующим образом: Рила — 300—400, Пирин — 200—220, Витоша — 25—40, Родопы — 200—400, центральная Стара-Планина — 50—70, западная Стара-Планина — 25—35, Плана — 10—15, Осогово — 5—10, Славянка — 10—12 гнездящихся пар. Распространение: хвойные и смешанные леса Стара-Планины, Пирина, Рилы, Родопов. В начале XX века был особенно многочисленен в Родопах. | LC                   | [ 107 ] |
|                                                | Филин (Bubo bubo)                                               | EN. Вымирающий Оседлый вид. Численность: В 2000-х по различным оценкам популяция варьировала от 420—490 до 600—700 гнездящихся пар. Распространение: труднодоступные скалистые районы страны от 100 до 300 м над уровнем моря. До середины XX века был широко распространён повсеместно на равнинах и в предгорьях до высоты 1700 м | LC                   | [ 108 ] |
| Отряд Соколообразные (Falconiformes)           |                                                                 | |                      |         |
| Семейство Соколиные (Falconidae)               |                                                                 | |                      |         |
|                                                | Балобан (Falco cherrug)                                         | CR. Находится в критическом состоянии Гнездовой, перелётный вид. Численность: В начале XXI века отмечено резкое снижение популяции. Последний случай успешного гнездования зафиксирован в 2005 году. К 2014 году точная численность популяции неизвестна. Распространение: скалистые районы Софийской и Благоевградской областей. | EN                   | [ 109 ] |
|                                                | Кобчик (Falco vespertinus)                                      | CR. Находится в критическом состоянии Гнездовой, перелётный вид. Численность: гнездовая популяция оценивается в 150—250 пар или в 160—200 пар. Распространение: Софийская, Ловечская, Варненская, Разградская области, мыс Калиакра, Шабла, Дуранкулак, южная Добруджа. | NT                   | [ 110 ] |
|                                                | Сапсан (Falco peregrinus)                                       | EN. Вымирающий Оседлый вид. Численность: в середине XX века имелись противоречивые данные о численности вида (от 10 до 200 гнездящихся пар по оценкам различных исследователей). С 2007 года популяция оценивается в не менее 200 гнездящихся пар с тенденцией к увеличению. Распространение: скалистые районы Рилы и Пирина, юго-западные области Болгарии (Благоевградская, Кюстендилская, Перникская и Софийская области). | LC                   | [ 111 ] |
|                                                | Средиземноморский сокол (Falco biarmicus)                       | CR. Находится в критическом состоянии Оседлый вид. Численность: Подтверждено наличие одной особи, но предположительно на территории страны обитают около 10 гнездящихся пар. Контроль численности осложнён скрещиванием с балобаном (Falco cherrug). С 1995 года подтверждены два случая гнездования. Распространение: единственный подтверждённый экземпляр отмечен в Стара-Загоре. Предположительно населяет полосу между городами Драгоман и Сливен до Восточных Родопов и Рилы. | LC                   | [ 112 ] |
|                                                | Степная пустельга (Falco naumanni)                              | CR. Находится в критическом состоянии Гнездовой, перелётный вид. Численность: предположительно на территории страны обитает несколько единичных гнездящихся пар. До 1960-х годов вид был широко распространён и образовывал гнездовые колонии. Распространение: скалы и холмистые склоны близ реки Русенски-Лом, оконечность Восточных Балкан, Сакар. Миграция предположительно вплоть до Черноморского побережья. | LC                   | [ 113 ] |
|                                                | Чеглок (Falco subbuteo)                                         | VU. Уязвимый Гнездовой, перелётный вид. Численность: Гнездовая популяция варьируется от 800 до 1200 пар. Распространение: гнездится в Верхнефракийской низменности, Дунайской равнине, предгорных районах Стара-Планины, Рилы, Родопов, Пирина, Влахины, Малешево. В Западной и Северной Болгарии селится близ людских поселений для охоты на синантропные виды птиц. | LC                   | [ 114 ] |
|                                                | Чеглок Элеоноры (Falco eleonorae)                               | EN. Вымирающий Гнездовой, перелётный вид. Численность: В зимний период отмечались единичные встречи на Атанасовском озере. В период гнездования в районах распространения наблюдалось не более 30 единичных птиц. Распространение: Черноморское побережье юга страны, Восточные Родопы, Рила, долина реки Тунджа. | LC                   | [ 115 ] |
| Отряд Ястребообразные (Accipitriformes)        |                                                                 | |                      |         |
| Семейство Скопиные (Pandionidae)               |                                                                 | |                      |         |
|                                                | Скопа (Pandion haliaetus)                                       | CR. Находится в критическом состоянии Гнездовой, перелётный вид. Численность: Гнездовая популяция насчитывает до десяти пар. Распространение: проточные и стоячие водоёмы со значительным количеством рыбных ресурсов (водохранилища «Ивайловград», «Пясычник» и «Тича», национальный парк «Персина», течение Дуная в Плевенской области). | LC                   | [ 116 ] |
| Семейство Ястребиные (Accipitridae)            |                                                                 | |                      |         |
|                                                | Белоголовый сип (Gyps fulvus)                                   | EN. Вымирающий Оседлый вид. Численность: Гнездовая численность составляет 36 пар. В 1985 году популяция насчитывала не более 8 птиц. Распространение: скальные ландшафты в долинах рек, зачастую вместе с большими популяциями волков (Верхнефракийская низменность, восточный Сакар, долина реки Струма). | LC                   | [ 117 ] |
|                                                | Беркут (Aquila chrysaetos)                                      | VU. Уязвимый Оседлый вид. Численность: Редок с начала наблюдений в конце XIX века. Общая гнездовая популяция составляет 120—150 пар, преимущественно населяющих Стара-Планину на высотах от 200 до 2400 м. Распространение: преимущественно труднодоступные скальные ландшафты (Стара-Планина, Родопы, среднее течение Тунджи, Средна-Гора, Краиште, Рила, Пирин). | LC                   | [ 118 ] |
|                                                | Болотный лунь (Circus aeruginosus)                              | EN. Вымирающий Гнездовой, перелётный вид. Численность: Снижение численности отмечается со второй половины XX века. По последним оценкам гнездовая численность в Болгарии составляет от 220—240 до 400—600 пар. Распространение: болота, озёра и устья рек с густыми зарослями рогоза и тростника (Добруджа, озёра близ Бургаса, острова в течении Дуная). В прошлом гнездился также в Верхнефракийской низменности и в Софийской котловине. | LC                   | [ 119 ] |
|                                                | Большой подорлик (Aquila clanga)                                | CR. Находится в критическом состоянии Перелётный вид. Численность: Предположительно образует единичные гнездовья, что подтверждается находками мёртвых слётков в 1989 году. Суммарная численность варьирует в течение года в районе нескольких десятков птиц. Распространение: влажные зоны с высокой концентрацией водоплавающих птиц (Верхнефракийская низменность, Добруджа, Атанасовское озеро), широколиственные горные леса (восточные Родопы, Сакар). В период миграций встречается на Черноморском побережье (курорты Албена, Балчик, Солнечный берег, мыс Калиакра, заповедники «Камчия» и «Ропотамо)»). Зимует на Дуранкулаке и Шабленском озёрах, водохранилище «Овчарица». | VU                   | [ 120 ] |
|                                                | Бородач (Gypaetus barbatus)                                     | EX. Исчезнувший Гнездовой, перелётный вид. Численность: Последний случай гнездования предположительно относится к 1950-м годам. Последние зафиксированные нахождения вида в Болгарии относятся к 2005 году. Распространение: скальные массивы горного пояса с обширными открытыми пространствами (Рила, Беласица, окрестности Маджарово, Крумовграда, Черешницы, Оштавы, мыс Калиакра). До начала XX века встречался в Стара-Планине, Пирине, Страндже, Витоше. | NT                   | [ 121 ] |
|                                                | Европейский тювик (Accipiter brevipes)                          | VU. Уязвимый Гнездовой, перелётный вид. Численность: Общая гнездовая популяция оценивается в 200—400 пар с низкой плотностью расселения. Снижение численности связано с разрушением естественных мест обитания и высокой смертностью птиц от столкновения с ЛЭП и транспортными средствами. Распространение: широколистевнные горные леса, часто поблизости от воды (долины рек Марица, Тунджа, Струма, Дунай) до высоты 700 м над уровнем моря. | LC                   | [ 122 ] |
|                                                | Змееяд (Circaetus gallicus)                                     | VU. Уязвимый Гнездовой, перелётный вид. Численность: До 1950-х годов был широко распространён по всей территории страны. Текущая популяция оценивается от 300 до 360 гнездящихся пар. Данные начала 1990-х годов о наличии 50—100 пар были признаны ошибочными, по причине нахождения новых мест расселения вида в Болгарии. Распространение: холмистые и низкогорные части страны с разреженными широколиственными или хвойными лесами (Сакар, восточные Родопы, Средна-Гора, Лудогорие, восточная Стара-Планина, Дервентская возвышенность). | LC                   | [ 123 ] |
|                                                | Красный коршун (Milvus milvus)                                  | CR. Находится в критическом состоянии Оседлый вид. Численность: Гнездовая популяция состоит не более 10 пар птиц. На пролёте также отмечены единичные экземпляры. Распространение: гнездится в Добрудже, Хасковской области, восточных Родопах, на озере Сребырна. В период миграций встречается в Сливенской и Ямболской областях, на водохранилище «Студен-Кладенец», на Черноморском побережье. | NT                   | [ 124 ] |
|                                                | Курганник (Buteo rufinus)                                       | VU. Уязвимый Оседлый вид. Численность: Случай гнездования в Болгарии впервые зафиксирован в 50-х годах XX века. Оценочная численность возрастала от 50 пар в 1984 до 600—800 в 2007 году. Часть популяции зимой мигрирует в южные страны. Распространение: скалы, каменные карьеры с большим открытым пространством, горные пастбища по всей территории страны. | LC                   | [ 125 ] |
|                                                | Луговой лунь (Circus pygargus)                                  | VU. Уязвимый Гнездовой, перелётный вид. Численность: Благодаря ужесточению борьбы с браконьерами гнездовая популяция вида возросла с 30—50 в 1990 году до 220—270 пар в 2007 году. Распространение: влажные зоны и сельскохозяйственные угодья (Софийская котловина, бассейн реки Марица, водохранилище «Малко-Шарково», Ямболская и Старозагорская области, Дервентская возвышенность). | LC                   | [ 126 ] |
|                                                | Малый подорлик (Aquila pomarina)                                | VU. Уязвимый Гнездовой, перелётный вид. Численность: Общая гнездовая популяция составляет 350—400 пар, половина из которых сконцентрирована в восточных Родопах, четверть — в Стара-Планине. Распространение: буковые и дубовые горные леса поблизости от травяных сообществ (восточные Родопы, восточная Стара-Планина, Сакар, Дунайская холмистая равнина, Дервентская возвышенность, Странджа, Витоша). Во время миграций многочисленен в Бургасском заливе. | LC                   | [ 127 ] |
|                                                | Могильник (Aquila heliaca)                                      | CR. Находится в критическом состоянии Гнездовой, перелётный вид. Численность: В начале XX века популяция в Болгарии насчитывала 1824 гнездящиеся пары. С середины XX века из-за активной сельскохозяйственной деятельности и лесных пожаров численность резко сократилась. Текущая гнездовая популяция составляет не более 19 пар. Распространение: окраины широколиственных и хвойных лесов поблизости от воды (Средна-Гора, среднее течение Тунджи, Родопы, Бургасская область). | VU                   | [ 128 ] |
|                                                | Обыкновенный стервятник (Neophron percnopterus)                 | EN. Вымирающий Гнездовой, перелётный вид. Численность: Гнездовая популяция насчитывает 60—75 пар. Распространение: скалистые районы до высот 400—900 м над уровнем моря (национальный парк «Синие Камни», западная Стара-Планина, Странджа), в прошлом лесостепи и окрестности водохранилищ «Ивайловград» и «Студен-Кладенец». | EN                   | [ 129 ] |
|                                                | Орёл-карлик (Hieraaetus pennatus)                               | EN. Вымирающий Гнездовой, перелётный вид. Численность: В последнее десятилетие популяция существенно уменьшилась в горных районах. Гнездовая численность составляет 150—200 пар. Распространение: холмистые районы и старые широколиственные горные леса до высоты 2000 м (восточные Родопы, Средна-Гора, Стара-Планина, Странджа, Сакар, Лудогорие, Добруджа — всюду с низкой плотностью). В перелётный период часто фиксируется на Черноморском побережье. | LC                   | [ 130 ] |
|                                                | Орлан-белохвост (Haliaeetus albicilla)                          | VU. Уязвимый Оседлый вид. Численность: Общая гнездовая популяция составляет 10—15 пар. В зимний период численность увеличивается до 30—40 индивидов за счёт перелётных молодых птиц. Значительное снижение численности произошло в начале второй половины XX века (в 1980 году популяция состояла из одной гнездящейся пары). Распространение: Черноморское побережье, побережье Дуная, водохранилище «Ивайловград» (гнездование), в северных областях на Дунае (между Силистрой и Сомовитом, зимовка). | LC                   | [ 131 ] |
|                                                | Осоед (Pernis apivorus)                                         | VU. Уязвимый Гнездовой, перелётный вид. Численность: В начале 1980-х гнездовая популяция состояла из 200—350 пар. Текущие оценки разнятся от 150—300 до 750—900 пар. Тенденция изменения численности за прошедшие 40 лет неизвестна. Распространение: преимущественно густые широколиственные горные леса до высоты 1600—1700 м в близости от открытых пространств (восточная Стара-Планина, восточные Родопы, Странджа). Во время миграций также отмечается на Черноморском побережье. | LC                   | [ 132 ] |
|                                                | Полевой лунь (Circus cyaneus)                                   | CR. Находится в критическом состоянии Перелётный вид. Численность: В период гнездования наблюдается в Вернефракийской низменности и Дунайской равнине, Добрудже, но свидетельств выведения птенцов не выявлено (по оценкам летняя популяция составляет не более 6 пар). В перелётный период численность варьирует от нескольких десятков до нескольких сотен птиц. Распространение: открытые травяные сообщества, пресноводные водоёмы (Старозагорская и Сливенская области). | LC                   | [ 133 ] |
|                                                | Степной лунь (Circus macrourus)                                 | EX. Исчезнувший Перелётный вид. Численность: С начала 1990-х годов фиксировался только во время миграций. С начала 2000-х годов не встречается в Болгарии по причине интенсивной распашки земель и использования пестицидов. Распространение: гнездился в Добрудже, в окрестностях Ихтимана, Пазарджика, Дыбравино, в Варненской области. | NT                   | [ 134 ] |
|                                                | Степной орёл (Aquila nipalensis)                                | EN. Вымирающий Перелётный вид. Численность: В летний период в Болгарии зафиксированы исключительно единичные особи, не достигшие полового созревания. На пролёте ежегодно отмечается до 7 птиц. Распространение: степные и полустепные районы Сливенской котловины, Пазарджикской и Пловдивской областей, близ водохранилища «Студен-Кладенец». В период миграций также отмечен на Черноморском побережье и в Добрудже. | EN                   | [ 135 ] |
|                                                | Чёрный гриф (Aegypius monachus)                                 | EX. Исчезнувший Оседлый вид. Численность: Последний случай гнездования зафиксирован в 1993 году. До 2006 года предположительно эпизодически гнездился на территории страны. Последнее наблюдение относится к 2000 году. Предпринимаются попытки восстановления популяции в заповеднике «Волчий дол». Распространение: скалистые и горный травяные ландшафты в восточных Родопах, в долине Тунджи. | NT                   | [ 136 ] |
|                                                | Чёрный коршун (Milvus migrans)                                  | VU. Уязвимый Гнездовой, перелётный вид. Численность: Гнездовая популяция в стране оценивается в 130—170 пар. Распространение: равнинные и холмистые районы до высоты 1000 м над уровнем моря. Предпочитает селиться поблизости от влажных зон с малым антропогенным влиянием (долины рек Дунай, Марица, Тунджа, Дервенские высоты, Сакар). Во время миграций обыкновенен на Черноморском побережье. | LC                   | [ 137 ] |
|                                                | Ястреб-перепелятник (Accipiter nisus)                           | EN. Вымирающий Гнездовой, перелётный вид. Численность: Гнездовая популяция в Болгарии возросла с 1000 пар в 1985 до 1500—2000 в 2007 году. Во время зимовок численность увеличивается до 5000 тысяч птиц. Распространение: предгорья и горы вплоть до альпийского пояса (Стара-Планина, Пирин, Славянка, Витоша), а также Черноморское побережье. | LC                   | [ 138 ] |
|                                                | Ястреб-тетеревятник (Accipiter gentilis)                        | EN. Вымирающий Гнездовой, перелётный вид. Численность: До середины 1950-х годов численность вида оценивалась в 100—500 гнездящихся пар. После 1985 года стабильно сохраняется тенденция к увеличению популяции. Текущая оценка гнездовой популяции — 1200—1500 пар. Распространение: горные леса, старые городские парки и пригородные зоны (Софийская, Ямболская, Хасковская, Русенская, Разградская области, Добруджа, Верхнефракийская низменность, национальный парк «Центральные Балканы»). | LC                   | [ 139 ] |
|                                                | Ястребиный орёл (Hieraaetus fasciatus)                          | CR. Находится в критическом состоянии Оседлый вид. Численность: Вид всегда был редок. С 1985 по 2002 год было отмечено всего три случая гнездования на территории страны. Распространение: сухие скалистые районы с широколиственными лесами (центральные Родопы, южный Пирин, Славянка, Беласица). | LC                   | [ 140 ] |